# فيشكايما (أوليانوفسك)
فيشكايما (بالروسية: Вешкайма) هي مدينة في مقاطعة أوليانوفسك أوبلاست في روسيا.
يبلغ عدد سكانها حوالي 6777 نسمة.